# Tjeburasjka
Tjeburasjka (russisk: Чебурашка) er en figur i Eduard Uspenskijs russiske børnebog fra 1966 Krokodillen Gena og hans venner. Børnebogen har dannet grundlag for flere sovjetiske stop-motion animationsfilm instrueret af Roman Katjanov, hvori figuren Tjeburasjka optræder. I den oprindelige version af bogen var han et klodset væsen med store ører og brun pels, der gik på bagbenene. 
Figuren er i dag meget velkendt i Rusland og de tidligere sovjetrepublikker, og figuren er af idenforstående betegnet som den "sovjetiske Mickey Mouse". Selvom figuren alene optrådte i fire korte animationsfilm, er figuren i dag fortsat særdeles velkendt og anses som et nationalsymbol. En af årsagerne til populariteten angives at være historiernes budskab, at ens oprindelse ikke har betydning, men at det vigtige er at være venlig.
Figuren har været den officielle russiske maskot for det russiske olympiske hold ved de Olympiske Lege i Sommer-OL 2004, Vinter-OL 2006, Sommer-OL 2008 og Vinter-OL 2010.
Tjeburasjka var hovedpersonen i en russisk animationsfilm i spillefilmslængde fra 2023, der er den meste indtjenende film i Rusland nogensinde.

## Medvirken i film
Tjeburasjka optræder i følgende film:
- Krokodillen Gena (1969)
- Tjeburasjka (1971)
- Sjapokljak (1974)
- Tjeburasjka idjot v sjkolu (Tjeburasjka går i skole, 1983)
- Tjeburasjka (2023)